# منظمة الحديث حول علاج التوحد
منظمة الحديث عن علاج التوحد هي منظمة غير ربحية تأسست في عام 2000 على يد ليزا أكرمان ومقرها في إيرفين، كاليفورنيا.
غالبا ما تتعارض آراء المنظمة مع الإجماع العلمي حول أسباب التوحد وعلاجه. مع مرور الوقت، نأى المتحدثون باسم الجماعة عن أخذ موقف ضد اللقاحات، للدعوة في الآونة الأخيرة لأخذ موقف ضد التلقيح الإلزامي.

## المنظمة
يدير المنظمة مجلس إدارة يرأسه غلين أكرمان، زوج المؤسسة، بينما بقيت ليزا أكرمان في مجلس الإدارة كأمينة، بالإضافة إلى كونها المدير التنفيذي للمجموعة منذ عام 2008.
تمتلك المنظمة سلسلة من الفصول الإقليمية في جميع أنحاء الولايات المتحدة. انعقد المؤتمر السنوي لعام 2017 في كوستا ميسا، كاليفورنيا، في الفترة بين 20-22 أكتوبر.
واستنادًا إلى الإقرارات الضريبية لعام 2014، حسبت الباحثة بريانا بروكيلاشيو أن المنظمة تنفق 55٪ من أموالها على الرواتب، و 40٪ على البرمجة وتوزع 3٪ من تمويلها.
اعتاد أكرمان أن ينسب مرض التوحد لمجموعة واسعة من الأسباب، وحث الآباء والأمهات للتخلص من الملابس ومثبطات اللهب أو الفرشات والسجاد الجديد. ودعا إلى تناول الفيتامين وعلاجات غرفة الأكسجين الضغط العالي.
في يونيو 2007، استقالت ليزا أكرمان كمتحدثة باسم منمة الحديث حول علاج التوحد، ومررت الشعلة إلى الناشط ضد اللقاحات جيني مكارثي.
تعتبر منظمة الحديث حول علاجات التوحد واحدة من المجموعات الراعية للمسيرة الخضراء ضد اللقاحات في واشنطن العاصمة يوم 4 يونيو 2008، جنبًا إلى جنب مع جمعية الإنقاذ الجيل. وظهرت مكارثي وزوجها جيم كاري بشكل بارز في التجمع، جنبًا إلى جنب مع العديد من المتحدثين الذين يربطون بين اللقاحات والتوحد. وقال ماكارثي: «في عام 1983 بدأت جداول التطعيمات الإلزامية. كانت نسبة التوحد في ذلك الوقت 1 لكل 10.000. الآن يوجد 36 جدول، مع ارتفاع نسبة التوحد إلى 150. لذا، فإن جميع الأسهم تشير إلى اتجاه واحد».
انتهت العلاقة بين منظمة الحديث حول علاجات التوحد ومكارثي في أكتوبر 2008، عندما أصبح مكارثي المتحدث باسم منظمة الإنقاذ الجيل.
في عام 2010، عندما أصدرت مجلة لانسيت الطبية بحثًا كاملُا لأندرو واكفيلد يربط اللقاحات والتوحد، أكدت ريبيكا إستيب، المتحدثة باسم المنظمة، أنها لا تزال واثقة من أبحاث ويكفيلد.
في عام 2015، أشار منسق المنظمة لفرعها في ماريلاند على الرغم من أنهم يشككون في اللقاحات، فإن مجموعتها ليست من أتباع جيني مكارثي.
أخذ المتحدث الرئيسي في مؤتمر المنظمة عام 2017، وهو إيرين بروكوفيتش، موقفًا ضد التطعيم الإلزامي. [14] شملت قائمة المؤيدين أيضًا بوب سيرز، وهو عضو في المجلس الاستشاري الطبي في المنظمة الذي «يحارب التشريع الإلزامي للقاحات»

## روابط خارجية
- Talk About Curing Autism website
- TACA's Facebook page.